# وليام كلاسكوك
وليام كلاسكوك ( بالإنجليزية William Glascock ) وهو سياسي وضابط عسكري أمريكي كان حاكما على ولاية جورجيا ولد وليام كلاس كوك في 28 أيار من سنة 1730 في مقاطعة ريتشموند بولاية فيرجينيا . شغل وليام كلاسكوك منصب حاكم على ولاية جورجيا خلال الثورة الأمريكية حيث شغل كلاسكوك منصب الحاكم في 7 كانون الثاني من سنة 1779 إلى 24 تموز من نقس العام . توفي وليام كلاسكوك في سنة 1793 في مدينة أوغستا بولاية جورجيا.